# NGC 5551
NGC 5551 is een elliptisch sterrenstelsel in het sterrenbeeld Maagd. Het hemelobject werd op 8 mei 1864 ontdekt door de Duitse astronoom Albert Marth.

## Synoniemen
- MCG 1-36-37
- ZWG 47.3
- IRAS 14164+0540
- PGC 51139